# Nagórki Dobrskie
Nagórki Dobrskie – wieś sołecka w Polsce położona w województwie mazowieckim, w powiecie płockim, w gminie Drobin. 
| SIMC    | Nazwa          | Rodzaj    |
| ------- | -------------- | --------- |
| 0563507 | Nagórki-Judyce | część wsi |

Wieś leży w pobliżu drogi krajowej nr 10.